# Lutsu jõgi
Lutsu jõgi är ett vattendrag i Estland.   Det ligger i landskapet Põlvamaa, i den sydöstra delen av landet, 190 km sydost om huvudstaden Tallinn.